# 清华大学心理与认知科学系
清华大学心理與認知科學系，是清华大学直属的一个系，始建于1926年，是中国大学最早成立的心理學系之一。

## 历史[2]
- 1926年，清華设立教育心理學系。
- 1928年，更名为心理学系。
- 1932年，建立心理学研究所。
- 1952年，院系调整，调出至北京大学。
- 1978年，建立心理咨询中心。
- 1979年，建立教育研究室，后改为教育研究所。
- 2000年，建立心理学研究室。
- 2006年，建立心理学与认知科学研究中心。
- 2008年5月，清华心理学系复建。经2007～2008学年度第21次校务会议讨论，决定恢复建立心理学系，隶属人文社会科学学院，英文名称Department of Psychology，School of Humanities and Social Sciences，Tsinghua University，英文缩写PSYC。
- 2024年4月，心理學系更名心理與認知科學系，不再隶属社会科学学院。

## 人物
唐钺、孙国华、周先庚、沈履、陈立
郑丕留、张民觉、曹日昌